# 西舞鶴道路
西舞鶴道路（にしまいづるどうろ）は、京都府舞鶴市で整備中の国道27号のバイパス道路である。同市上安から同市京田に至り、延長は4.9 kmである。西舞鶴市街地の渋滞緩和、舞鶴港へのアクセス向上を目的としている。1991年2月に都市計画決定、2007年度に事業化され、2013年度に用地着手された。

## 目的
西舞鶴道路に並行する国道27号の現道区間は、西舞鶴地域の主要交差点において混雑している。また、同区間の死傷事故率は、同区間を除く京都府の国道27号全体の約1.7倍にのぼる。西舞鶴道路の開通により交通が分散され、渋滞緩和と安全性の向上が期待されている。
2010年4月に供用された舞鶴国際埠頭の属する舞鶴港は、貨物取扱量が2010年から8年連続で1000万トンを超えている。西舞鶴道路を経由することで、舞鶴若狭自動車道舞鶴西インターチェンジと舞鶴国際埠頭の間が10分で結ばれるとされる。また、沿線には倉谷工業団地が立地しており、福知山河川国道事務所のヒアリングに対し、立地企業は「舞鶴西ICまでは国道27号の代替路がない」とし、早期開通を期待していると述べた。
国道27号現道は第一次緊急輸送道路に指定されているが、洪水時想定浸水域を通過する。2004年には台風23号により70 cm浸水した他、高潮により36回冠水した。西舞鶴道路は路面計画高が6.0 mと、現道より高い位置を通るため、災害時の交通路が確保される見込みである。

## 整備
- 沿革[2]
  - 1991年2月：都市計画決定
  - 2007年度：事業化
  - 2013年度：用地着手
- 道路規格等[2]
  - 起点：京都府舞鶴市上安
  - 終点：同市京田
  - 延長：4.9 km
  - 道路区分：第3種第2級
  - 設計速度：60 km/h
  - 幅員：23.25 m（4車線）
  - 計画交通量：17,900台/日

## 事業費
設計に先立つ地質調査の結果、事業費全体で155億円の増額が見込まれている。
上安久高架橋（仮称）の舞鶴線線路に近接する橋脚にはニューマチックケーソン基礎を採用することとなった。万願寺トンネル（仮称）区間のボーリングにより同区間の地下が砂岩・頁岩主体と分かり、亀裂が多いため補助工法が必要と判断された。今田地区では法面崩落の可能性があることから、法面対策工が変更された。倉谷地区では軟弱地盤が見つかり、地盤改良の追加が必要となった。
他方で、橋梁の支承構造を見直すことでコスト削減も図られた。